# منطقه ویژه اقتصادی بوشهر
منطقه ویژه اقتصادی بندر بوشهر طبق مصوبه مورخه ۲۴/۱۰/۱۳۷۶ هیئت دولت با وسعت تقریبی ۱۲۸ هکتار در محوطه بندری اداره کل بنادر و کشتیرانی استان بوشهر تأسیس شد.
اهداف تأسیس این منطقه تسریع و تسهیل در دستیابی به کالا برای نزدیک کردن فعالیت صاحبان کالا اعم از مواد اولیه، ماشین آلات و سایر کالاهای ساخته شده به مصرف‌کنندگان داخلی به منظور پشتیبانی از تولیدات داخلی کشور، فراهم نمودن تسهیلات لازم جهت دستیابی خریداران عمده داخلی و خارجی به کالاهای مورد نیاز خود در این مناطق، نزدیک کردن بازارهای تجاری منطقه ای و بسط و توسعه تجارت خارجی کشور، جذب سرمایه‌گذاری داخلی و خارجی، افزایش تولید داخلی و توسعه صادرات غیرنفتی و… است.
این منطقه دارای ۶۴۷۶۱ متر مربع محوطه و ۳۱۷۳۳ مترمربع انبار، ۵ پست اسکله عمومی با ظرفیت ۱۵۰۰۰ تن و نیز ۲ پست اسکله دولفین با ظرفیت پذیرش سالانه ۲۰۰۰۰ تن کالای نفتی می‌باشد.